# Chris Isaak
Christopher Joseph Isaak (Stockton, California; 26 de junio de 1956) es un cantautor, músico de rock y actor ocasional estadounidense. Isaak es ampliamente conocido por su hit internacional «Wicked Game» de 1990, así como por sus éxitos menores «Blue Hotel», «Baby Did a Bad, Bad Thing» y «Somebody's Crying».
Con una carrera que abarca cuatro décadas, Isaak ha lanzado un total de 13 álbumes de estudio, ha realizado giras extensas con su banda Silvertone y ha recibido numerosas nominaciones a premios. Su sonido e imagen a menudo se comparan con los de Roy Orbison, Elvis Presley, Ricky Nelson y Duane Eddy.
Isaak está estrechamente asociado con el director de cine David Lynch, quien ha utilizado su música en numerosas películas. Como actor, interpretó papeles secundarios y pequeños papeles en películas como Married to the Mob, El silencio de los inocentes, Little Buddha, That Thing You Do! y Twin Peaks: Fire Walk with Me de Lynch, y protagonizó dos series de televisión: la comedia The Chris Isaak Show y el programa de entrevistas The Chris Isaak Hour.

## Biografía
Isaak nació en Stockton, California, hijo de Dorothy Vignolo, trabajadora en una fábrica de patatas fritas, y de Joe Isaak, conductor de grúas. La madre de Isaak es italoestadounidense, originaria de la ciudad de Génova.
Asistió a la escuela secundaria Stag Alto Schoolet entre Delta College y luego continuó sus estudios en la Universidad del Pacífico. En virtud de un intercambio académico hacia Japón, paralelamente a sus estudios, trabajó como techador, guía turístico, e incluso boxeador aficionado (su nariz dañada ha sido intervenida 7 veces).

### Carrera musical

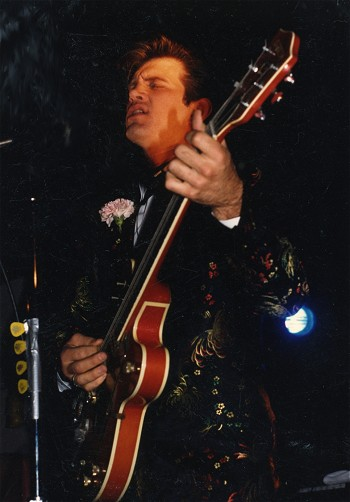
Chris Isaak tocando en un concierto en 1986 en Berkeley (California)

En 1984, firmó un contrato con Warner Bros. Records para su primer álbum, Silvertone. En 1987 grabó un segundo disco homónimo. Ese mismo año, se extrajeron seis canciones de estas dos grabaciones para los dos primeros capítulos de la serie estadounidense de la NBC Detective Privado (Private Eye) titulados como uno de sus éxitos: Blue Hotel, part. 1 y Blue Hotel, part. 2. Ambientada durante los años 50 y protagonizada por Michael Woods y Josh Brolin, narra la investigación del asesinato de un cantante de rock and roll (Billy Ray). Esto supuso un espaldarazo para su carrera, y la renovación de su contrato en 1988, cuando la Warner decidió pasarlo a su filial Reprise Records.
Un año después lanzó el disco Heart Shaped World, el cual incluye su canción más conocida: «Wicked Game». Este tema sería usado más tarde, en una versión instrumental, en la cinta Corazón salvaje, del director David Lynch, y también en la película Hombre de familia (2000). Lee Chesnut, director musical de una estación radial de Atlanta, obsesionado con las películas de Lynch, comenzó a pasar la versión completa del tema que rápidamente empezó a trepar en las listas de su país. El vídeo, dirigido por Herb Ritts y protagonizado por el propio Isaak junto a la modelo danesa Helena Christensen, fue un éxito en importantes cadenas como MTV y VH1. También existe un video menos conocido dirigido por el propio David Lynch y que contiene escenas de la película.
En 1999, el tema «Baby Did a Bad, Bad Thing», incluido en su disco Forever Blue (1995), es usado por el director Stanley Kubrick en su última película, titulada Eyes Wide Shut. El vídeo es dirigido por el mismo Herb Ribbs y, de nuevo, protagonizado por Isaak junto a otra modelo, esta vez la francesa Laetitia Casta.
Isaak también compuso un tema musical para el programa de televisión The Late Late Show with Craig Kilborn. En 2001 presenta su propio programa de televisión, The Chris Isaak Show, el cual estuvo en el aire entre marzo de 2001 hasta marzo del 2004 y era transmitido por la cadena de cable estadounidense Showtime. El 2004, su canción «Life Will Go On» fue usado en la banda sonora de la película Chasing Liberty (dirigida por Andy Cadiff). También su tema «Two Hearts» se usó en los créditos finales de la película de 1993 Amor a quemarropa, dirigida por Tony Scott.

### Carrera actoral
Isaak ha aparecido en numerosas películas, en la mayoría interpretando papeles pequeños, aunque tuvo una aparición importante en la cinta Little Buddha (1993), de Bernardo Bertolucci, y en Twin Peaks: Fire Walk With Me, de David Lynch. También ha sido actor invitado en la serie de televisión Friends y participó en la miniserie de HBO From the Earth to the Moon. En 2004 interpretó al esposo de Tracey Ullman en la comedia A Dirty Shame, del director underground John Waters. También apareció en un breve cameo, caracterizado como policía, en una secuencia de la cinta El silencio de los corderos (1991), de Jonathan Demme. Antes, en 1988, ya había trabajado con Jonathan Demme en la película Married to the Mob, haciendo un pequeño papel como payaso asesino en una hamburguesería. También en esta película cantaba «Suspicion of Love», dentro de su banda sonora. En 1996, realizó un papel pequeño en la primera película dirigida por Tom Hanks, That Thing You Do!, como el tío Bob.

## Vida personal
El cantante nacido en 1956 no se ha comprometido ni tiene hijos, comentando estar centrado en su carrera profesional. Su novia durante la secundaria, Carole Lowe-Enling, falleció de cáncer en 1999. Se le ha asociado con varias mujeres del ámbito artístico: la modelo Anka Radakovich, Minnie Driver, Margaret Cho, Bai Ling y Caroline Rhea, y también hubo un rumor de que salió con Helena Christensen, la modelo del videoclip «Wicked Game». Algunos de sus amigos más cercanos incluyen a la cantante Stevie Nicks, y el director David Lynch.

## Discografía
| - 1985: Silvertone - 1987: Chris Isaak - 1989: Heart Shaped World - 1993: San Francisco Days - 1995: Forever Blue - 1996: Baja Sessions - 1998: Speak of the Devil - 2002: Always Got Tonight - 2004: Christmas - 2009: Mr. Lucky - 2011: Beyond the Sun - 2015: First Comes the Night - 2022: Everybody Knows It's Christmas | - 1991: Wicked Game - 2000: 3 for One (Chris Isaak, Forever Blue & Silvertone) - 2006: Best of Chris Isaak - 1995: Live from Bimbo's 365 Club in San Francisco - 2005: Soundstage Presents Chris Isaak - 2008: Live in Australia - 2010: Live at the Fillmore - 2017: Mr. Lucky in Spain |

### Sencillos
| Año  | Título                                             | Posición en los rankings | Posición en los rankings | Posición en los rankings | Posición en los rankings | Posición en los rankings | Posición en los rankings | Álbum                                                 |
| Año  | Título                                             | Hot 100                  | Modern Rock              | Mainstream Rock          | Adult Contemporary       | UK Singles Chart         | Australian Chart         | Álbum                                                 |
| 1985 | "Dancin'"                                          | —                        | —                        | —                        | —                        | —                        | —                        | Silvertone                                            |
| 1985 | "Gone Ridin'"                                      | —                        | —                        | —                        | —                        | —                        | —                        | Silvertone                                            |
| 1986 | "Livin' for Your Lover"                            | —                        | —                        | —                        | —                        | —                        | —                        | Silvertone                                            |
| 1987 | "You Owe Me Some Kind of Love"                     | —                        | —                        | —                        | —                        | —                        | —                        | Chris Isaak                                           |
| 1987 | "Blue Hotel"                                       | —                        | —                        | —                        | —                        | 100                      | —                        | Chris Isaak                                           |
| 1987 | "Lie to Me"                                        | —                        | —                        | —                        | —                        | —                        | —                        | Chris Isaak                                           |
| 1987 | "Heart Full of Soul"                               | —                        | —                        | —                        | —                        | —                        | —                        | Chris Isaak                                           |
| 1989 | "Don't Make Me Dream About You"                    | —                        | 18                       | 39                       | —                        | —                        | —                        | Heart Shaped World                                    |
| 1990 | "Wicked Game"                                      | 6                        | 2                        | 10                       | 12                       | 10                       | 15                       | Heart Shaped World                                    |
| 1991 | "Blue Spanish Sky"                                 | —                        | —                        | —                        | —                        | —                        | —                        | Heart Shaped World [EUA]/ Wicked Game [Internacional] |
| 1991 | "Blue Hotel" (relanzamiento)                       | —                        | —                        | —                        | —                        | 17                       | 23                       | Wicked Game                                           |
| 1991 | "Lie to Me" (relanzamiento)                        | —                        | —                        | —                        | —                        | —                        | —                        | Wicked Game                                           |
| 1991 | "Dancin'" (relanzamiento)                          | —                        | —                        | —                        | —                        | 100                      | —                        | Wicked Game                                           |
| 1993 | "Can't Do a Thing (to Stop Me)"                    | 105                      | 7                        | —                        | 11                       | 36                       | 73                       | San Francisco Days                                    |
| 1993 | "San Francisco Days"                               | —                        | —                        | —                        | —                        | 62                       | —                        | San Francisco Days                                    |
| 1993 | "Solitary Man"                                     | —                        | —                        | —                        | —                        | 85                       | —                        | San Francisco Days                                    |
| 1993 | "Two Hearts"                                       | —                        | —                        | —                        | —                        | —                        | —                        | San Francisco Days                                    |
| 1993 | "Dark Moon"                                        | —                        | —                        | —                        | —                        | —                        | —                        | Banda sonora de Un mundo perfecto                     |
| 1995 | "Somebody's Crying"                                | 45                       | 34                       | —                        | 27                       | —                        | 5                        | Forever Blue                                          |
| 1995 | "Go Walking Down There"                            | 102                      | 32                       | —                        | —                        | —                        | 55                       | Forever Blue                                          |
| 1995 | "Baby Did a Bad, Bad Thing"                        | —                        | —                        | —                        | —                        | —                        | 27                       | Forever Blue                                          |
| 1996 | "Graduation Day"                                   | —                        | —                        | —                        | —                        | —                        | —                        | Banda sonora de Beautiful Girls                       |
| 1996 | "Think of Tomorrow"                                | —                        | —                        | —                        | —                        | —                        | 82                       | Baja Sessions                                         |
| 1996 | "Dancin'" (versión de 1996)                        | —                        | —                        | —                        | —                        | —                        | —                        | Baja Sessions                                         |
| 1998 | "Flying"                                           | —                        | —                        | —                        | —                        | —                        | —                        | Speak of the Devil                                    |
| 1998 | "Please"                                           | —                        | —                        | —                        | —                        | 77                       | —                        | Speak of the Devil                                    |
| 1999 | "Baby Did a Bad, Bad Thing" (relanzamiento)        | 125                      | —                        | —                        | —                        | 44                       | 9                        | Banda sonora de Eyes Wide Shut                        |
| 2002 | "Let Me Down Easy"                                 | 124                      | —                        | —                        | 18                       | —                        | 99                       | Always Got Tonight                                    |
| 2002 | "One Day"                                          | —                        | —                        | —                        | —                        | —                        | —                        | Always Got Tonight                                    |
| 2004 | "Santa Claus Is Coming to Town" (con Stevie Nicks) | —                        | —                        | —                        | 25                       | —                        | —                        | Christmas                                             |
| 2006 | "King Without a Castle"                            | —                        | —                        | —                        | —                        | —                        | —                        | Best of Chris Isaak                                   |
| 2006 | "Let's Have a Party"                               | —                        | —                        | —                        | —                        | —                        | —                        | Best of Chris Isaak                                   |
| 2006 | "I Want You to Want Me"                            | —                        | —                        | —                        | —                        | —                        | —                        | Best of Chris Isaak                                   |
| 2007 | "Blueberry Hill" (con Johnny Hallyday)             | —                        | —                        | —                        | —                        | —                        | —                        | La Cigale (Johnny Hallyday)                           |
| 2009 | "We Let Her Down"                                  | —                        | —                        | —                        | —                        | —                        | —                        | Mr. Lucky                                             |
| 2009 | "You Don't Cry Like I Do"                          | —                        | —                        | —                        | —                        | —                        | —                        | Mr. Lucky                                             |
| 2009 | "Breaking Apart" (con Trisha Yearwood)             | —                        | —                        | —                        | —                        | —                        | —                        | Mr. Lucky                                             |
| 2010 | "Wicked Game" (relanzamiento)                      | —                        | —                        | —                        | —                        | 48                       | —                        | Best of Chris Isaak                                   |
| 2011 | "Live It Up"                                       | —                        | —                        | —                        | —                        | —                        | —                        | Beyond the Sun                                        |
| 2015 | "Please Don't Call"                                | —                        | —                        | —                        | —                        | —                        | —                        | First Comes the Night                                 |

## Filmografía

### Cine
- Married to the Mob (1988)
- The Silence of the Lambs (1991)
- Twin Peaks: Fire Walk with Me (1992)
- Little Buddha (1993)
- Grace of My Heart (1996)
- That Thing You Do! (1996)
- Blue Ridge Fall (1999)
- A Dirty Shame (2004)
- The Informers (2009)

### Televisión
- Friends
- From the Earth to the Moon
- Ed
- The Chris Isaak Show
- American Dreams
- The Late Late Show with Craig Ferguson
- Great Performances: Jerry Lee Lewis - Last Man Standing Live